# Provincia de Uttaradit
Uttaradit (en tailandés: จังหวัดอุตรดิตถ์) es una de las setenta y seis provincias que conforman la organización territorial del Reino de Tailandia.

## Geografía
La provincia se encuentra en el valle del río Nan. A unos 45 kilómetros al norte de la ciudad de Uttaradit esta la presa de la Reina Sirikit, ya que se creó un lago artificial de 250 kilómetros cuadrados.
La mayor parte de la provincia alguna vez estuvo cubierta de bosques de teca, entonces el producto principal de Uttaradit. El árbol más grande de teca en el mundo se encuentra en el Ton Yai Sak Park. El árbol, de 1.500 años de edad, posee las siguientes medidas: 9,87 metros de circunferencia y treinta y siete metros de altura - aunque originalmente fue de 48,5 metros de altura, pero fue dañado en una tormenta.
Tres Parques nacionales se encuentran en la provincia: el primero es el parque nacional de Khlong Tron, el segundo es el parque nacional Lam Nam Nan, mientras que el tercero y el último es él es el parque nacional Phu Soi.

## Divisiones Administrativas

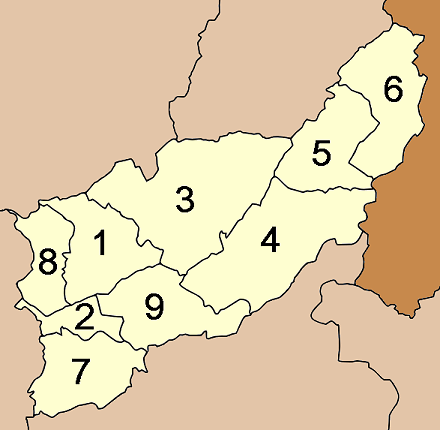
Distritos de la provincia.

Esta provincia tailandesa se encuentra subdividida en una cantidad de distritos (amphoe) que aparecen numerados a continuación:
- 1. Mueang Uttaradit
- 2. Tron
- 3. Tha Pla
- 4. Nam Pat
- 5. Fak Tha
- 6. Ban Khok
- 7. Phichai
- 8. Laplae
- 9. Thong Saen Khan

## Demografía
La provincia abarca una extensión de territorio que ocupa una superficie de unos 7,838.6  kilómetros cuadrados, y posee una población de 464.474 personas (según las cifras del censo realizado en el año 2000). Si se consideran los datos anteriores se puede deducir que la densidad poblacional de esta división administrativa es de cincuenta y nueve habitantes por kilómetro cuadrado aproximadamente.